# Pipa ji
Il Pipa ji (琵琶記T, 琵琶记S, Pípa jìP), nota anche come Storia del liuto o Storia della chitarra, è un dramma cinese nello stile del Sud (nánxì) realizzato da Gāo Míng durante i primi Ming. Esistono traduzioni in francese, tedesco e inglese, e una versione romanzata in inglese.
Era il dramma più popolare durante l'epoca Ming.

## Trama

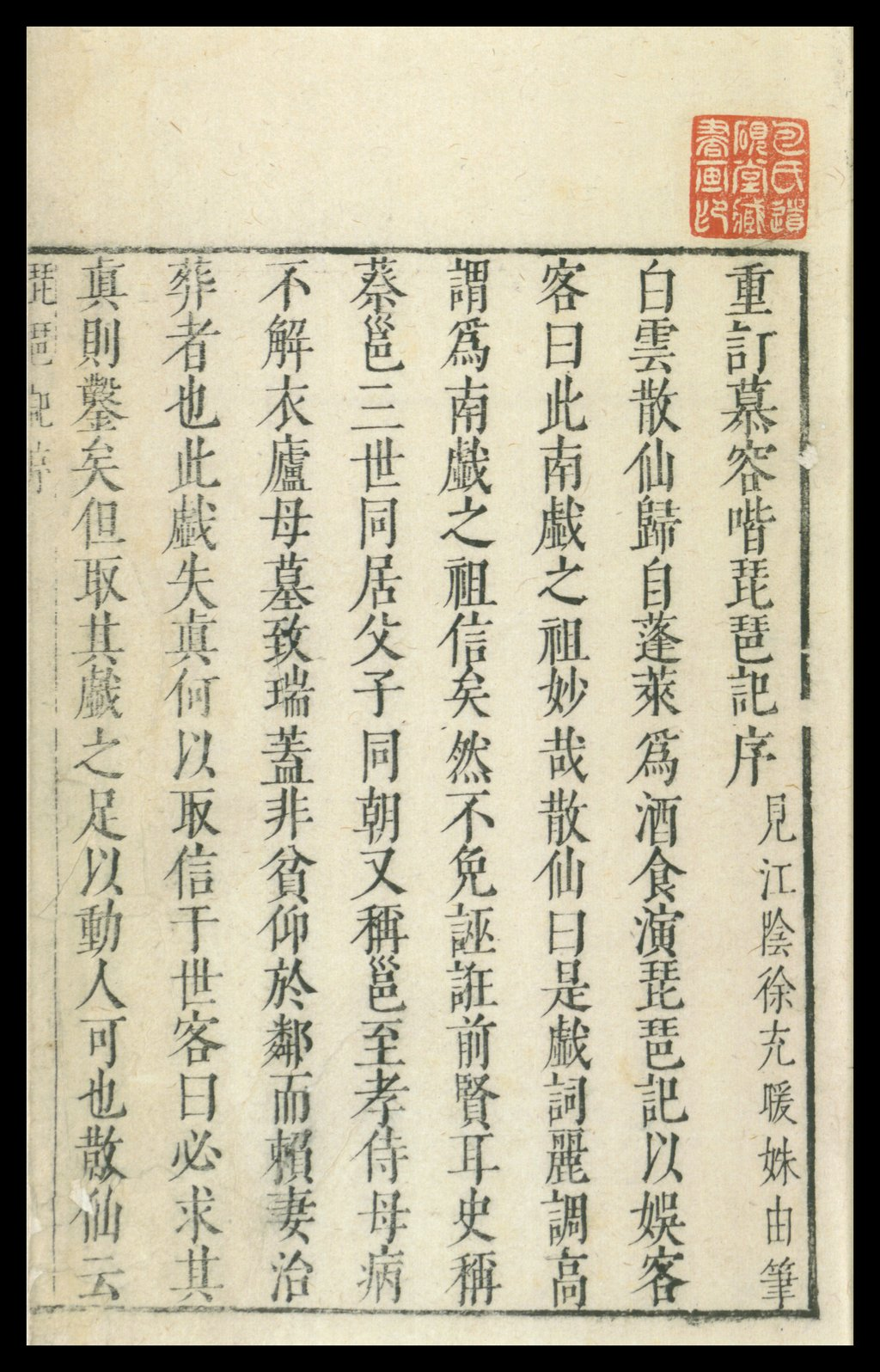
Gāo Míng, 1305-1359 circa

Il dramma, diviso in 42 scene, è ambientato nella dinastia Han. Basato su un'opera anteriore, Zhao zhen nü (La nubile casta Zhao), narra la storia d'una moglie fedele chiamata Zhào Wǔniáng (趙五孃T, 赵五娘S, Chao Wu-niangW); questa venne lasciata indigente da suo marito Cai Yong, che divenne nel mentre un alto funzionario della capitale e sposò sotto coscrizione un'altra donna. Dopo aver accudito i suoceri, Zhao trascorse 12 anni alla ricerca dell'amato. Durante il viaggio, si guadagnò da vivere suonando il pipa. La storia originale racconta che Zhao venne uccisa da un cavallo e Cai colpito da un fulmine, tuttavia nella versione di Gao Ming i due più l'altra donna alla fine si riunirono e condussero una vita felice. Gao avrebbe steso l'opera nel corso di tre anni di isolamento in una soffitta, consumando le assi del pavimento, battendole per trovare il ritmo delle sue canzoni.
L'opera si guadagnò un notevole successo fra i critici contemporanei di Gao, dato che essa elevò la forma popolare e rustica del nanxi ad un alto livello letterario, e divenne un modello per il teatro Ming. Era il dramma preferito dal primo imperatore Ming Hongwu, il quale ordinò che essa dovesse essere eseguita ogni giorno a corte.

## Traduzioni
Antoine Bazin nel 1841 tradusse l'opera in lingua francese. Questa versione, intitolata Le Pi-pa-ki ou l'Histoire de Luth, venne pubblicata a Parigi nel 1841 dall'Imprimerie Royale. Un gruppo di studenti cinesi di Boston inscenarono nel 1925 una versione in inglese dell'opera, tradotta da Gu Yuxiu e Liang Shiqiu e recitata da Bing Xin ed altri. Vincenz Hundhausen ne eseguì una traduzione nel 1930. Memoirs of the Guitar, pubblicata a Shanghai nel 1928, è una romanzo in lingua inglese, da sé descritto come un "romanzo d'un amore coniugale, rielaborato a partire da un dramma classico cinese". L'autore è Yu Tinn-Hugh e l'editore era l'attuale società editoriale settimanale cinese. Una completa versione in inglese e uno studio sull'opera sono usciti nel 1980.

## Adattamenti
Una commedia musicale statunitense basata sull'opera cinese, intitolata Lute Song, venne realizzata nel 1946 da Will Irwin e Sidney Howard. L'adattamento venne inscenato nel teatro Broadway e recitato da Yul Brenner e Mary Martin. Cyril Birch, collaboratore nella traduzione de Il ventaglio dai fiori di pesco, scrisse che l'opera statunitense si fosse basata presumibilmente sulla traduzione in francese di Antoine Bazin.